# Come Dio comanda (film)
Come Dio comanda è un film del 2008 diretto da Gabriele Salvatores, tratto dall'omonimo romanzo di Niccolò Ammaniti.
Ha ottenuto due nomination ai David di Donatello 2009, per la miglior fotografia e i migliori effetti speciali visivi.
Il film è girato tra le province di Udine e Pordenone.

## Trama
In un paese immaginario del nord est italiano, Rino Zena è un operaio disoccupato, violento, alcolizzato e dalle convinzioni nazionaliste e razziste, che vive con il figlio quattordicenne Cristiano. Rino è tenuto sotto controllo da Beppe Trecca, incaricato dei servizi sociali, il quale periodicamente si reca a casa sua per verificare che le condizioni di vita del piccolo Cristiano siano accettabili e che il padre Rino abbia un lavoro e si disintossichi dall’alcolismo. L'unico amico dei due è Quattro Formaggi, un ragazzo compromesso da una malattia mentale, contratta dopo un grave incidente sul lavoro in un cantiere edile, a causa di alcuni fili elettrici scoperti, che gli hanno dato la scossa e lo hanno reso cerebroleso. Quattro Formaggi vive circondato da una sorta di presepe formato da statuine e pupazzetti da lui raccolti in giro. La sua ossessione è poi la pornostar Ramona, che vede e rivede in una videocassetta.
Rino educa suo figlio alla violenza, insegnandogli persino ad usare le armi. Una sera gli ordina di uccidere il cane dei vicini, colpevole di abbaiare ripetutamente e di turbare il sonno di Rino. Nonostante l'inclinazione violenta, Rino è profondamente attaccato a Cristiano e cerca di proteggerlo a modo suo dalle brutture del mondo circostante, poiché terribilmente spaventato dall'idea di perderlo. Se ne ha la prova una sera, dopo un concerto dei Tre Allegri Ragazzi Morti, Rino si porta a casa una ragazza per avere un rapporto sessuale ma, nel momento in cui scopre che è una tossicodipendente, la allontana cacciandola in malo modo.
Cristiano sembra provare particolare simpatia per Fabiana Ponticelli, una sua compagna di scuola. La stessa Fabiana diventa oggetto delle attenzioni di Quattro Formaggi, poiché somiglia vagamente alla pornostar Ramona. Una notte di pioggia, Quattro Formaggi vede la ragazza sfrecciare in motorino per andare a casa: il ragazzo allora si mette ad inseguirla, anche lui con il motorino. A nulla valgono i tentativi di Fabiana di sfuggire a Quattro Formaggi, il quale non si trattiene e arriva a violentarla e ad ucciderla sfondandole il cranio con un sasso.
Quattro Formaggi, spaventato per quello che ha appena fatto, telefona a Rino, chiedendogli di venirlo a prendere. L'uomo si precipita sul posto e si rende subito conto dell'accaduto. Sul momento sembra voglia uccidere l'amico, poi però stramazza al suolo, vittima di un'emorragia cerebrale. Quattro Formaggi ne approfitta per fuggire: nella sua mente Dio gli ha inviato Rino che morendo sul posto si addosserà la responsabilità dell'omicidio.
Rino però fortissimo fisicamente ed emotivamente con le ultime forze rimaste riesce a chiamare a casa. Cristiano risponde alla chiamata e si precipita a cercare il padre. Lo trova e, vedendo il corpo senza vita di Fabiana lì accanto, teme che sia stato lui ad ucciderla. Senza perdersi d'animo, Cristiano fa il massaggio cardiaco a Rino, lo rianima, carica il corpo nel furgone assieme a quello di Fabiana, mettendosi successivamente alla guida del mezzo. Sulla strada di ritorno, davanti al tunnel s'imbatte in un posto di blocco che fortunatamente non gli crea problemi.
Mentre il padre viene ricoverato in ospedale in coma, Cristiano passa momentaneamente sotto la tutela di Beppe Trecca, il quale, grazie alle astuzie del ragazzo, non sospetta minimamente l'accaduto. Una notte Cristiano carica il corpo senza vita di Fabiana su una carriola e lo getta nel fiume.
Il corpo della ragazzina verrà in seguito ritrovato dalla polizia. Quattro Formaggi, sconvolto dal complicarsi della vicenda, si prefigura così di uccidere Rino, portando a termine il programma criminale che, nella sua mente malata, Dio ha disegnato per proteggerlo. Si reca allora all'ospedale, ma vedendo Rino risvegliatosi dal coma e forse attanagliato dal rimorso della sua colpa, torna a casa e si suicida impiccandosi sopra il suo originale presepio.
Cristiano, temendo di finire in un istituto, scappa dal funerale di Fabiana e cerca aiuto da Quattro Formaggi: si precipita da lui e trova solo il corpo senza vita dell'uomo. Tra le sue cose, però, rinviene l'iPod di Fabiana. Questo elemento, oltre a fornirgli la prova della colpevolezza di Quattro Formaggi, toglie di mezzo i dubbi sulla onestà del padre e libera la sua coscienza dalle angosce dell'omertà e della complicità.
Nella sequenza finale, Cristiano raggiunge in ospedale il padre che si finge ancora in coma per fargli una sorpresa. Il ragazzino si scusa con lui per aver dubitato della sua innocenza e aver creduto fosse lui l'assassino. Il padre si volta verso di lui mentre le lacrime gli solcano il viso.

## Produzione
La realizzazione del film venne annunciata ufficialmente il 18 maggio 2007 durante una conferenza stampa al Festival di Cannes. La sceneggiatura fu scritta a sei mani dall'attore e sceneggiatore Antonio Manzini assieme a Salvatores e allo stesso Niccolò Ammaniti: eliminando tutta la parte di storia riguardante Danilo Aprea e la maggior parte della storia personale di Trecca, la sceneggiatura del film si concentrò prevalentemente sul rapporto padre-figlio tra Rino e Cristiano Zena. Al suo secondo adattamento di un'opera di Ammaniti, Salvatores dichiarò: «Con Niccolò Ammaniti è come se stessimo giocando a ping-pong da un po' di tempo. Mentre ero in Australia per l'uscita di Io non ho paura ho letto Come Dio comanda e ho capito che lui era andato avanti: ora toccava a me giocare e trovare le immagini per questa nuova straordinaria storia. Un thriller che ti lascia senza fiato, che è anche una grande storia d'amore totale… tra un padre e un figlio».
Co-prodotto dalla Colorado Film e da Rai Cinema con un budget di 6 milioni di euro, il film avrebbe dovuto iniziare la lavorazione durante l'estate dello stesso anno ma slittò di alcuni mesi. Dopo una serie di sopralluoghi in Piemonte, dove Salvatores trovò diverse location «interessanti», il regista effettuò delle ricerche in varie località del Friuli-Venezia Giulia, tra cui Casarsa della Delizia, Cervignano e San Vito al Tagliamento, prima di trovare, quasi per caso, il posto perfetto. Gianluca Novel, consigliere della Friuli Venezia Giulia Film Commission raccontò: «Era […] il 7 di novembre [del 2007]: scendendo dal centro storico di Gemona, dopo aver visto le aree artigianali e i centri commerciali a nord di Udine, Gabriele Salvatores rimase incuriosito da due dense colonne di fumo bianco e ci chiese di accompagnarlo a vedere da dove venissero. Arrivammo in pochi minuti all'area industriale di Rivoli di Osoppo. Smise anche di piovere. Per un bel po' lo seguimmo nel suo peregrinare silenzioso, telecamera alla mano, per le strade che tagliano gli stabilimenti Fantoni e Pittini. Attorno a noi capannoni, cumuli di ferro, cataste di legname, vapori e fumi. Linee decise e tagli perpendicolari, come i binari della ferrovia che gira tutt'attorno. “Questo posto è perfetto!” disse.»
A dicembre, il reparto scenografia iniziò la preparazione dei numerosi set in Friuli-Venezia Giulia (dove Ammaniti scrisse e ambientò il romanzo) mentre Salvatores iniziò i casting per la ricerca del giovane protagonista. Le audizioni vennero organizzate a Roma, Milano e in Friuli-Venezia Giulia. La Friuli Venezia Film Commission partecipò al finanziamento del film con un contributo di 150.000 euro.
Il 9 dicembre 2007 venne annunciato pubblicamente che i protagonisti sarebbero stati Filippo Timi (scelto da Salvatores su suggerimento dell'attrice Corinna Agustoni che lo aveva visto in uno spettacolo a Milano) ed Elio Germano. A febbraio vennero annunciati anche il debuttante quattordicenne Alvaro Caleca (selezionato tra centinaia di giovani attori) e Angelica Leo. Come per Timi, anche la Leo venne scelta dopo che Salvatores l'aveva vista sul palcoscenico, nello spettacolo Il Giardino dei Ciliegi. Per la parte secondaria di Trecca, fu scelto Fabio De Luigi. L'attore Diego Abatantuono (socio della Colorado Film) avrebbe voluto interpretare il terzo protagonista del romanzo, Danilo, ma il personaggio non venne mai incluso nella sceneggiatura.

### Riprese
Le riprese del film iniziarono il 12 febbraio 2008 a Rivoli di Osoppo, dove un ex casello ferroviario venne trasformato nella casa di Rino e Cristiano Zena. La location venne utilizzata per le prime due settimane di lavorazione. Successivamente vennero girate scene nelle zone e nei comuni limitrofi: la segheria Fantoni (la sequenza iniziale in cui Cristiano uccide il cane e alcune sequenze di passaggio), la chiesa di Farla di Majano (la sequenza del funerale), la scuola media superiore di Majano e il centro commerciale Città Fiera di Martignacco.
Il 10 marzo, dopo quattro settimane di lavorazione, la troupe lasciò la provincia di Udine per spostarsi in quella di Pordenone. La cava Coletto di Montereale Valcellina venne utilizzata per diversi esterni, tra cui la scene in cui Rino insegna a Cristiano a sparare; nei pressi della diga di Ravedis, sempre a Montereale Valcellina si ambientò l'incontro di Rino con Marchetta presso la ditta Eurodil; una parte in ristrutturazione dell'ospedale civile di Maniago fu utilizzata per le diverse scene in ospedale; il Deposito Giordani di Pordenone divenne il set per la sequenza del rave party in cui Rino conosce la ragazza tossica; la lunga sequenza del bosco fu girata nell'arco di tre settimane di notturni nei boschi della Val Colvera a Frisanco; le case di 4 Formaggi e di Esmeralda vennero ricostruite dal reparto scenografico in una scuola dismessa di Vajont, in cui vennero anche girate diverse scene per gli esterni del paese dove vivono i protagonisti.
A causa delle numerose difficoltà tecniche di girare nel bosco di notte con la pioggia finta, la fine delle riprese, originariamente prevista per il 26 aprile, avvenne ufficialmente il 29 aprile a Vajont.
Salvatores volle nel cast artistico diversi ex-collaboratori, tra cui Corinna Agustoni (Marrakech Express, Puerto Escondido e Nirvana), Vasco Mirandola (Mediterraneo) e, in un piccolo cameo come infermiere, Giuseppe Cristiano, protagonista di Io non ho paura.
Per altri ruoli secondari, vennero selezionati attori locali, come i triestini Ludovica Di Rocco (ex "Miss Trieste" e scelta per il ruolo di Esmeralda), Valentina Sussi (la ragazza tossica) e Andrea De Mori (Alex). I veneti Linda Bobbo e Alessandro Bressanello interpretarono rispettivamente l'insegnante di Cristiano e Marchetta, datore di lavoro di Rino. L'attore Giovanni Franzoni, presente sul set tutti i giorni come coach personale per il giovane Alvaro Caleca, interpretò il ruolo del padre di Fabiana.

### Post produzione
Il montaggio del film venne curato da Massimo Fiocchi, che aveva già collaborato con Salvatores in diversi film, tra cui Nirvana e Io non ho paura.
In fase di montaggio, per questioni di durata, vennero eliminate o accorciate diverse sequenze, tra cui una scena ambientata in un benzinaio abbandonato (che venne tagliata ma inserita nei titoli di coda per accompagnare i nomi dei protagonisti) e un lungo piano sequenza sul piazzale davanti alla chiesa che apriva la sequenza del funerale di Fabiana.
Gli effetti speciali visivi vennero curati dalla compagnia milanese E.D.I. (Effetti Digitali Italiani). Tra i vari interventi necessari, vi furono la sovrimpressione delle montagne innevate sulle immagini di Cristiano che si reca a scuola e i fulmini che danno inizio alla lunga notte di pioggia narrata nel film. Per il lavoro svolto, la società ottenne una candidatura ai David di Donatello.

## Colonna sonora
La colonna sonora venne composta dal gruppo Mokadelic. Come raccontato dalla band, la musica del film venne incisa prima dell'inizio delle riprese, in modo che Salvatores potesse utilizzarla direttamente sul set mentre girava: «Per prima cosa ci ha fatto leggere la sceneggiatura, noi avevamo già letto il libro, e così ci ha raccontato delle suggestioni, delle idee che gli venivano in mente e da lì ci ha chiesto la cortesia di lavorare ai brani musicali. Voleva che tutto fosse pronto prima che iniziasse il set, perché è uno a cui piace lavorare mentre già sente la musica che andrà a fare da tappeto a certe scene. Ci siamo chiusi nella sala prove e abbiamo tirato fuori le cose solo lasciandoci trasportare, è stata una grande emozione». Per la sequenza del funerale di Fabiana, i Mokadelic riarrangiarono una parte del Terzo Movimento della Sinfonia n. 3 di Henryk Górecki.
La band ottenne una candidatura al Nastro d'argento per la miglior colonna sonora.
La band friulana Tre Allegri Ragazzi Morti, su richiesta dello stesso Salvatores, incise per il film il brano Come Dio comanda, udibile nella sequenza del rave party.
Il disco con la colonna sonora originale venne distribuito il 12 dicembre 2008 dalla CAM, mentre le canzoni non originali non vennero mai raccolte in un album. I brani furono, nell'ordine cronologico del film:
- She's the One (versione di Robbie Williams), che divenne il leitmotiv del film, udibile anche nel trailer ufficiale;
- Uh Uh dei Bestie Rare (cantata dal co-protagonista Elio Germano), udibile nella stanza di Esmeralda;
- Luce (tramonti a nord est) di Elisa, udibile dall'autoradio nella sequenza nel bosco;
- Non sono una signora di Loredana Bertè, udibile dall'autoradio nella sequenza nel bosco;
- Knockin' on Heaven's Door, nella versione di Antony and the Johnsons, udibile nel finale e nei titoli di coda.

Nella prima stesura della sceneggiatura, la canzone ascoltata da Fabiana prima di morire era Beautiful di Christina Aguilera ma non venne poi utilizzata nel film per questioni di diritti d'autore.

## Promozione
Il trailer del film debuttò il 3 novembre 2008, un mese prima del lancio commerciale, previsto per il 12 dicembre.
Il film venne presentato al Cinema Quattro Fontane di Roma il 2 dicembre 2008, dove si tenne la conferenza stampa, a cui parteciparono il produttore Maurizio Totti, la delegata di Rai Cinema Caterina D'Amico, gli sceneggiatori Antonio Manzini, Niccolò Ammaniti, il regista Gabriele Salvatores e gli interpreti Filippo Timi, Elio Germano, Alvaro Caleca e Angelica Leo.
Il 3 dicembre, alla libreria Feltrinelli di Roma, Gabriele Salvatores ed Elio Germano presenziarono a un incontro con il pubblico per promuovere il film.
La rivista mensile di cinema Ciak pubblicò, nel numero di dicembre, degli estratti del diario personale di Elio Germano, realizzato dall'attore per creare il personaggio di Quattro Formaggi.
Il 7 dicembre, al Noir in Festival di Courmayeur, andò in scena una jam session presentata da Salvatores con la musica dal vivo dei Mokadelic, dove vennero proiettate immagini tratte o ispirate dal film e dove gli attori Elio Germano e Filippo Timi lessero estratti dal romanzo di Ammaniti assieme a pezzi di Pier Paolo Pasolini, William Shakespeare e Fabrizio De André.

## Accoglienza
Al momento dell'uscita del film in sala, la critica espresse opinioni discordanti, dando generalmente giudizi positivi sull'aspetto tecnico del film ma meno entusiastici su quello narrativo.

Sul Corriere della Sera il critico Paolo Mereghetti scrisse che «al di là dell'indubitabile abilità tecnica che permette a Salvatores (e al direttore della fotografia Italo Petriccione e al montatore Massimo Fiocchi) di costruire una scena lunga quasi mezz'ora tra il buio della notte e il fango di un temporale, senza che lo spettatore ne provi stanchezza, tutto sembra troppo significativo (e un po' prevedibile) per emozionare davvero». Apprezzò tuttavia il lavoro degli attori («convincente»).
Anche Davide Turrini su Liberazione sottolineò la freddezza narrativa: «Salvatores è regista della levata nobile anni '80 in cui l'intimismo trovava fragile e piacevole sbocco per testa e occhi su fughe e paturnie individuali. Oggi il rifugio di quegli assunti è il dolly, il plongée, il movimento di macchina da presa arioso, ben fatto, sostanzialmente di plastica. Soluzione che maschera la fatica comunicativa, la distanza interiore dalla materia trattata. Sappiamo che un giorno Salvatores ritornerà a mostrarci qualcosa di sentito, viscerale, finalmente di nuovo suo. E noi saremo lì ad aspettarlo con piacere».

L'impianto tecnico solido fu lodato anche da Paolo d'Agostini su Repubblica, che scrisse: «Film di fattura elaborata e di soluzioni visive (fotografia di Italo Petriccione) ricavate da situazioni difficili e contrarie». Sottolineò, tuttavia, la poca compattezza della narrazione: «L'impressione d'insieme è che Io non ho paura fosse più compatto e compiuto, più felice.» La rivista specializzata FilmTv si unì al coro scrivendo: «Qua e là il copione avrebbe avuto bisogno di qualche rifinitura in più. Ma si esce dal film con la sensazione di aver passato del tempo con un cinema dotato di una energia, come dire, animale». Per Lietta Tornabuoni de La Stampa «il film duro dà a volte un'impressione di maniera nel ritratto dei personaggi maneschi e parafascisti: ma è costruito e realizzato benissimo, con una forza grande, appassionante».
Il lavoro degli attori fu generalmente apprezzato: per Alberto Crespi de L'Unità «Filippo Timi ed Elio Germano gestiscono bene due personaggi molto sopra le righe, ma il migliore in campo è il giovanissimo, sorprendente Alvaro Caleca nella parte di Cristiano». Maurizio Cabona de Il Giornale aggiunse: «la rivelazione del film è l'esordiente quindicenne Alvaro Calca, che rende bene la solitudine della prima adolescenza e la disperazione di aver dubitato del padre». Anche la Tornabuoni de La Stampa elogiò il cast: «Filippo Timi è bravissimo nel personaggio del padre, il debuttante Alvaro Caleca impersona bene il figlio» ma trovò Elio Germano «ogni tanto lezioso». Paolo d'Agostini su Repubblica definì Timi e Germano «eccellenti, perfino perfezionisti» e «ottimo Fabio De Luigi nel suo ruolo laterale di assistente sociale».

### Incassi
Distribuito in 247 copie, il film incassò 792.432 euro nel weekend di apertura (con un totale di 793.565 euro), posizionandosi al secondo posto nella classifica settimanale, dietro a Ultimatum alla Terra.
Con l'uscita dei film di Natale la settimana successiva (Madagascar 2, Natale a Rio, Il cosmo sul comò e Come un uragano), il film scese di posizione, arrivando al sesto posto ma rimanendo comunque nella classifica dei dieci maggiori incassi del weekend, con un parziale di 408.331 euro e un totale di 1.497.478.
Il film rimase in programmazione nelle sale fino agli inizi di febbraio, chiudendo con un incasso complessivo di 3.403.182 euro. Il film si posizionò al quarantacinquesimo posto nella classifica della stagione cinematografica italiana 2008-2009 (9° film italiano).
In tutto il mondo ha incassato 4,5 milioni di euro.